# Chaerocina
Chaerocina là một chi bướm đêm thuộc họ Sphingidae.

## Các loài
- Chaerocina dohertyi - Rothschild & Jordan 1903
- Chaerocina ellisoni -  Hayes 1963
- Chaerocina jordani - Berio 1938
- Chaerocina livingstonensis - Darge, 2006
- Chaerocina mbiziensis - Darge & Basquin, 2008
- Chaerocina meridionalis - Carcasson, 1968
- Chaerocina nyikiana - Darge & Basquin, 2008
- Chaerocina usambarensis - Darge & Basquin, 2008
- Chaerocina zomba - Darge, 2006